# الاشتراكية الوطنية النمساوية
الاشتراكية القومية النمساوية حركة لعموم ألمانيا تم تشكيلها في بداية القرن العشرين. اتخذت الحركة شكلاً ملموسًا في 15 نوفمبر 1903 عندما تم تأسيس حزب العمال الألماني ( DAP ) في النمسا مع أمانته المتمركزة في مدينة أوسيج (الآن أوستي ناد لابيم في جمهورية التشيك). تم قمعها تحت حكم إنغلبرت دولفوس (1932-1934)، مع تنظيمها السياسي، تم حظر DNSAP ("حزب العمال الاشتراكي الوطني الألمان") في أوائل عام 1933، ولكن تم إحياءه وجعله جزءًا من الحزب النازي الألماني بعد ضم النمسا عام 1938 .

## قائمة المراجع
- الاشتراكية القومية النمساوية ، أندرو جلادينج وايتسايد، الناشر: مارتينوس نيهوف، لاهاي، 1962.
- هتلر والنازيون المنسيون: تاريخ الاشتراكية القومية النمساوية ، باولي، بروس ف. ، مطبعة جامعة نورث كارولينا، 1981. (ردمك 0-8078-1456-3)
- Pauley، Bruce F. (1979). "From Splinter Party to Mass Movement: The Austrian Nazi Breakthrough". German Studies Association. ج. 2 ع. 1: 7–29. DOI:10.2307/1428703. JSTOR:1428703.